# Parasalina dorsanota
Genre
Espèce
Synonymes
- Paronana dorsanota Salmon, 1941

Parasalina dorsanota, unique représentant du genre Parasalina, est une espèce de collemboles de la famille des Entomobryidae.

## Distribution
Cette espèce se rencontre en Nouvelle-Zélande et en Asie du Sud-Est.

## Description
Parasalina dorsanota mesure 3 mm.

## Publications originales
- Salmon, 1941 : The Collembolan fauna of New Zealand, including a discussion of its distribution and affinities. Transactions and Proceedings of the Royal Society of New Zealand, vol. 70, p. 282-431 (texte intégral).
- Salmon, 1964 : An index to the Collembola. Vols. 1 & 2. Bulletin Royal Society of New Zealand, no 7, p. 1-644.